# Старицкий сельсовет
Ста́рицкий сельсове́т — упразднённые сельсовет и сельское поселение Черноярского района Астраханской области, административный центр — село Старица.

## История
6 августа 2004 года в соответствии с Законом Астраханской области № 43/2004-ОЗ установлены границы муниципального образования, сельсовет наделен статусом сельского поселения.
Законом Астраханской области от 1 июня 2016 года № 27/2016-ОЗ, 1 сентября 2016 года были преобразованы, путём их объединения, «Вязовский сельсовет», «Каменноярский сельсовет», «Село Зубовка», «Село Поды», «Село Солёное Займище», «Село Ступино», «Солодниковский сельсовет», «Старицкий сельсовет» и «Черноярский сельсовет» — в «Черноярский сельсовет», наделённый статусом сельского поселения, с административным центром в селе Чёрный Яр.

## Население
| 2010 | 2012  | 2013  | 2014  | 2015  | 2016  |
| ---- | ----- | ----- | ----- | ----- | ----- |
| 2144 | ↘2115 | ↘2100 | ↘2077 | ↘2045 | ↘2006 |

## Состав сельского поселения
| № | Населённый пункт           | Тип населённого пункта       | Население |
| - | -------------------------- | ---------------------------- | --------- |
| 1 | МТФ колхоза имени Калинина | посёлок                      | →11       |
| 2 | Старица                    | село, административный центр | ↘2034     |